# Koljuška tříostná

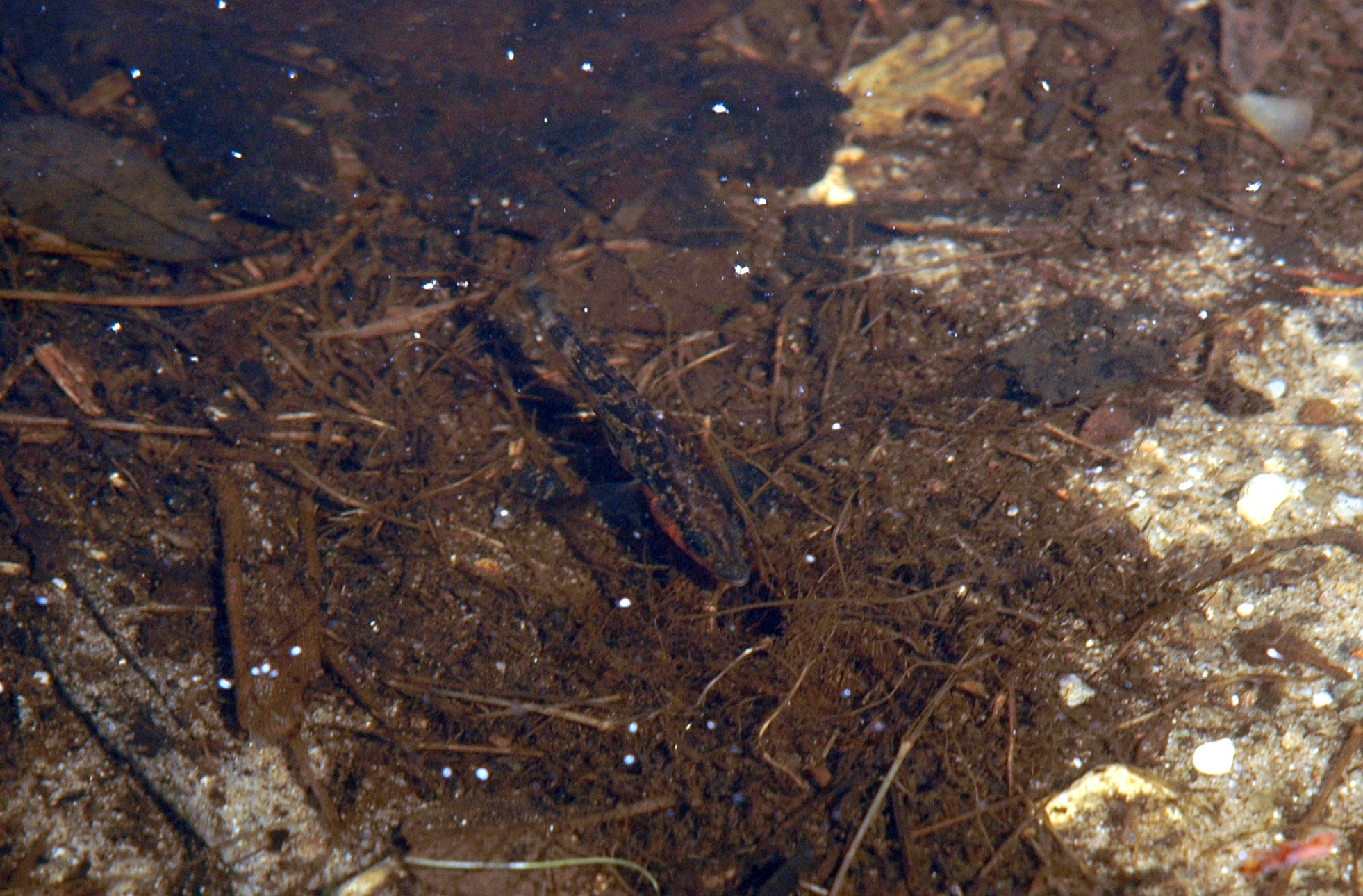
Sameček koljušky hlídající hnízdo

Koljuška tříostná (Gasterosteus aculeatus Linné, 1758) je drobná, v Česku nepůvodní ryba. Do vod v České republice ji zřejmě vypustili akvaristé na počátku 20. století. Koljuška se však velice rychle přizpůsobila a v českých vodách zcela zdomácněla.

## Popis
Jedná se o drobnou rybku dosahující délky nejvýše 10 cm. Na hřbetě má před hřbetní ploutví umístěny nejčastěji tři volné a pohyblivé ostny, jejich počet se ale může pohybovat mezi 2–5. Hřbetní ploutev je posazena poměrně vzadu, přibližně na úrovni řitní ploutve. Tělo je štíhlé, protáhlé, z boků zploštělé a bez šupin, místo nich je opatřeno kostěnými štítky v řadě podél postranní čáry. Jejich počet se pohybuje okolo 35. Hlava je zakončena velkými ústy středního postavení. Hřbet je šedomodrý, boky stříbřité, až nazelenalé, břicho bílé, v době tření se u samců zbarvuje červeně. Běžně se dožívá věku okolo dvou let, maximálně pak čtyř let.

## Výskyt
Velmi odolný druh obývající různá prostředí. Běžně se vyskytuje ve sladkých i brakických vodách a částečně také v okrajových částech moří v severním mírném podnebném pásu. Dává přednost stojatým nebo mírně tekoucím vodám. Oblast jejího výskytu zahrnuje takřka celou Eurasii a velkou část Severní Ameriky. Na našem území koljuška dává, nebo dávala přednost drobným stojatým vodám – příkopům, tůňkám a zanedbaným rybníčkům, často i takovým, kde se jiné druhy ryb ani nevyskytovaly. V řekách a rozlehlejších vodních plochách preferuje spíše příbřežní zónu. Ačkoli neplave špatně, žije spíše u dna. Koljušky žijí v hejnech, zejména pak mladší jedinci. Jsou velmi čilé a aktivní. 

## Potrava
Koljuška se živí výhradně dravě. Požírá larvy hmyzu, červy, korýše a dokonce se živí i svým potěrem.

## Rozmnožování
Tření probíhá v období od března do července, v závislosti na místě výskytu.
Těsně před třením jsou samci velmi teritoriální a pohlavně dospívají už ve věku okolo 5 měsíců. Samec staví hnízdo z rostlinného materiálu, lepeného spolu se spigginem, proteinem produkovaným v ledvinách. Jakmile je hnízdo postaveno, samec láká samici do hnízda tím, že provede námluvný tanec, což je série klikatých pohybů. Zaujatá samice následuje samce, který ukazuje vstup do hnízda tím, že nad ním plave hlavou dolů. Samice vplave do hnízda, ukládá až několik set jiker a je okamžitě po uložení jiker vyhozena samcem. Samec poté vstoupí do hnízda, aby jikry oplodnil. (Samec si může vybrat, zda připustí do hnízda i další samice). Samice mohou naklást jikry v několika hnízdech, po dobu několika dnů, nebo mohou být tvořena stejným samcem. Samci hlídají a větrají snůšku jiker. Během třecího období se samcům zbarvuje břicho do jasně oranžové až červené barvy s modrozelený lemem. Jikry se vylíhnou po 7–8 dnech. Anadromní formy obvykle umírají na vyčerpání po třecím cyklu. Sladkovodní jedinci jsou schopni dokončit několik cyklů během jednoho roku, nebo někdy i několika let.

## Rozměry a růst
Koljuška je extrémně krátkověká ryba, která často hyne po absolvování výtěru ve druhém roce života. Nejstarší známé koljušky se dožily stáří 39–40 měsíců, což znamená, že uhynuly ve 4. roce života. Na druhou stranu dokáže plůdek koljušky v ideálních podmínkách dosáhnout ve 4 měsících délky 4–5 cm a dosáhnout pohlavní dospělosti. Toto opatření dovoluje koljuškám obývat nehostinná stanoviště – stoky, příkopy a tůňky, kde často dochází k úhynu většiny obsádky. Díky rychlému dospívání se koljušky dokážou namnožit do původního počtu dříve než by to dokázal jakýkoli jiný rybí druh.